# Zagreb Open 2008
Lo Zagreb Open 2008 è stato un torneo di tennis facente parte della categoria ATP Challenger Series nell'ambito dell'ATP Challenger Series 2008. Il torneo si è giocato a Zagabria in Croazia dal 12 al 18 maggio 2008 su campi in terra rossa e aveva un montepremi di $50 000+H.

## Vincitori

### Singolare
Christophe Rochus ha battuto in finale  Carlos Berlocq con il punteggio di 6–3, 6–4

### Doppio
Ivan Dodig /  Júlio Silva hanno battuto in finale  Serhij Stachovs'kyj /  Tomáš Zíb con il punteggio di 6–4, 7–6(1)